# Pioppa
Pioppa (La Piòpa in romagnolo) è una frazione di Cesena (FC).

## Geografia fisica
Ubicata a nord-est di Cesena, sulla via Cervese (ex Strada Statale 71bis) che conduce a Cervia e bisettrice della centuriazione romana, Pioppa è posta a 8 metri sul livello del mare, a circa 9 km dal centro di Cesena. Le frazioni più vicine sono San Giorgio a 3 km, Calabrina a 2 km, Capannaguzzo a 3 km. La frazione rientra nel quartiere Cervese Nord. 
Appartiene al Ferro di Cavallo, termine geografico locale con cui si indica l'insieme delle località Martorano, Ronta, S. Martino in Fiume, Bagnile, S. Giorgio, Pioppa, Calabrina, Villa Calabra. 

## Origini del nome
Il toponimo Pioppa risale ai primi del Novecento, e si riferisce ad un grande pioppo, ora non più esistente, posto all'incrocio di via Montaletto con via Cervese. Nella zona il toponimo più antico è invece Belpavone. Qui nel 1377, in un pozzo, ebbero sepoltura i caduti di uno scontro tra Cesenati e mercenari bretoni. Ulteriori toponimi giunti ai giorni nostri sono Pradacci a sud e Spinalbeto a nord: quest'ultimo allude chiaramente alla presenza di siepi di biancospino che allora delimitavano i poderi lungo le vie centuriali.

## Storia

### Età romana
La fisionomia del territorio acquisita oltre duemila anni fa con l'opera di centuriazione, avvenuta verosimilmente dopo la fondazione della colonia di Ariminium nel 268 a.C., è ancora perfettamente riconoscibile. Resti archeologici, rinvenuti lungo la via Macina e nel podere Bel Pavone, attestano la presenza nell'area di Pioppa di edifici rustici da collegarsi alla vita agricola e domestica dei coloni romani.

### Medioevo
La zona fu soggetta a dissesto idro-geologico a causa delle alluvioni del 400-750 che portò all'abbandono di vasti appezzamenti di terreno e al ridiffondersi dei boschi. La presenza di boschi e selve nella zona di Pioppa è documentata dal Codice bavaro che in un documento fa riferimento alla selva di San Teodoro, situata nel territorio di Cervia e Rimini e compresa fra Padule (la zona già impaludata tra Cesenatico e Cervia), la selva Sancte Agathe (Capannaguzzo, Villalta e Bagnarola), i beni di diritto di Sant'Andrea (vicino a Villa Inferno) e il torrente Cesenula (Cesuola, ora individuato nel Mesola di Montaletto). Il miglioramento climatico che seguì, tra il 750 e il 1150, portò ad una ripresa del controllo dell'uomo sull'ambiente, spinta dalla forte ripresa dell'incremento demografico a estendere il più possibile le aree coltivate.

### Rinascimento ed età moderna
Come testimonia un documento del 1513 dal quale risulta la vendita di terreni arativi ubicati nel fondo Belpavone, toponimo rimasto nella omonima via nelle vicinanze dell'abitato, Pioppa era giurisdizione della pieve di S. Pietro in Cerreto. La soppressione di questa nel 1520 trasferì l'intera zona sotto la giurisdizione della nuova parrocchia di San Giorgio di Piano, dai cui registri si evince che nell'anno 1602 nelle Ville Belpavone e Becungiano vivevano 656 persone. Nella Villa Petrosa, detta anche "la Melona", venne eretto nel 1604 l'oratorio di S. Anna, di cui si hanno notizie fino al 1833. Dal 1808 al 1817, in periodo napoleonico, insieme a Gattolino, la località è appartenuta al comune di Cesenatico, nel distretto di Cervia.

### Il primo novecento
Dopo l'avvento del regime, i fascisti requisirono una piccola osteria, attigua al negozio di generi alimentari, per adibirla a sede della locale casa del fascio. Il 29 aprile 1944 il territorio a nord di Cesena, compresa La Pioppa, ove era attiva la lotta clandestina di resistenza, subì il drammatico rastrellamento ad opera del feroce Battaglione repubblichino proveniente dalla Dalmazia.

### Il dopoguerra
L'11 aprile 1964 Pioppa venne costituita parrocchia autonoma (quale stralcio da San Giorgio e Capannaguzzo) e dedicata a San Benedetto abate, per ricordare le bonifiche effettuate nel medioevo dai monaci benedettini dell'Abbazia del Monte di Cesena. 
Nel 2012 eccezionali nevicate colpirono la zona, provocando il crollo della grande serra attigua alla Casa del Popolo in cui avvenivano varie feste paesane. 

## Monumenti e luoghi d'interesse

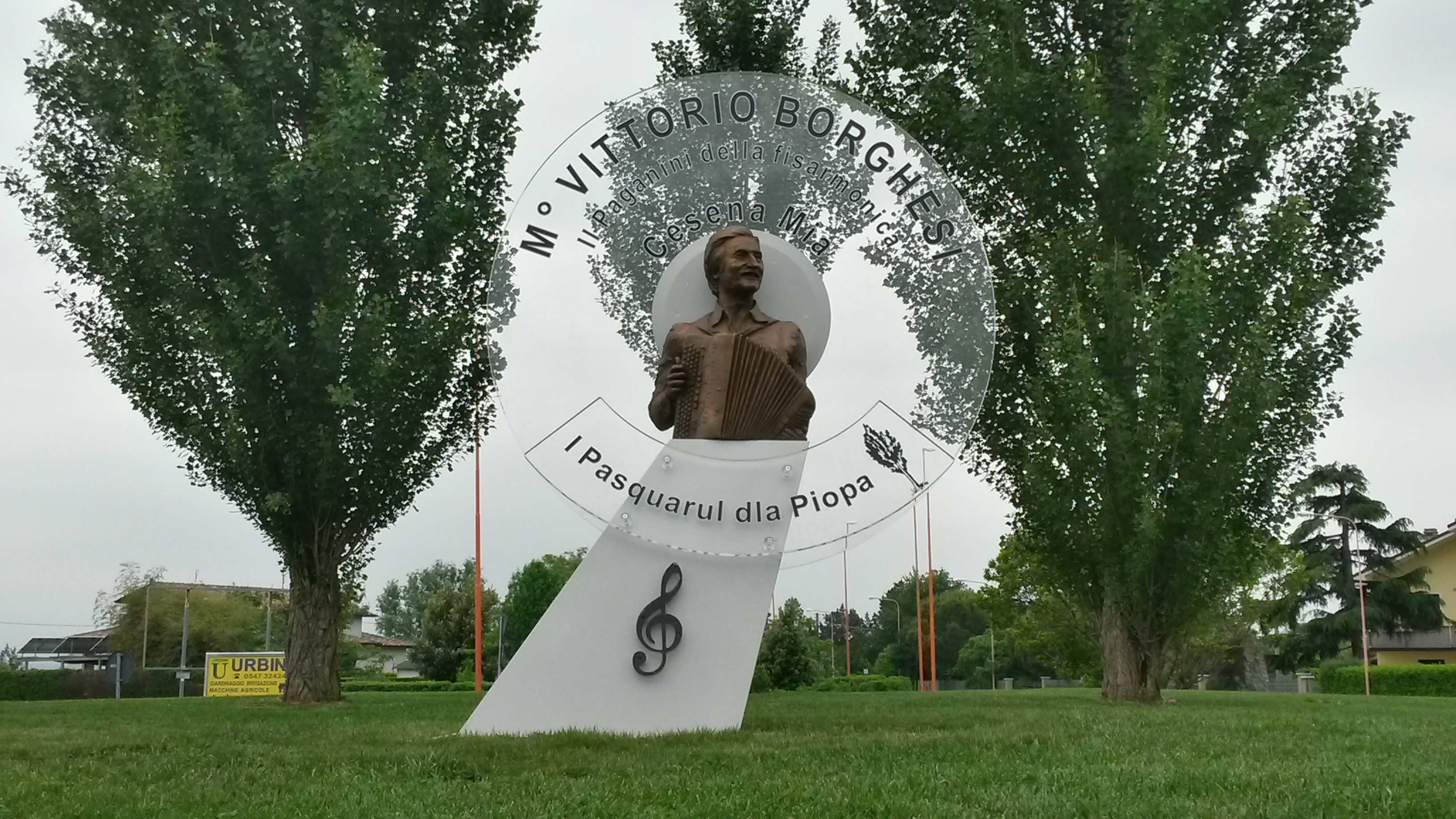
Monumento al maestro Vittorio Borghesi

- Lapide in memoria del maggiore Aldo Di Caprio e del sergente allievo ufficiale Francesco Ricci, morti il 4 maggio 1963 nello schianto del loro aereo durante un'esercitazione. Il maggiore Di Caprio, decollato dalla base di Miramare di Rimini, non è riuscito nel tentativo di effettuare un atterraggio di emergenza all'aeroporto di Pisignano ed il velivolo, in fiamme, è caduto in picchiata in un campo di grano non lontano dall'abitato, a due chilometri in linea d'aria dalla pista. Entrambi i militari sono morti sul colpo.[1] La lapide marmorea versa oggi in condizioni di abbandono e l'iscrizione su di essa è quasi completamente scomparsa.
- Monumento al pasquarolo: una lama di acciaio profilata raffigurante un pasquarolo con cappello, mantello e tromba (2009)
- Monumento al maestro Vittorio Borghesi, virtuoso della fisarmonica. L'opera è costituita da un busto in bronzo (riproduzione di un'analoga opera in terracotta realizzata da Tito Neri nel 1980) completato dalla sagoma in plexiglas di un disco 45 giri (2015).

## Geografia antropica

### Urbanistica
Nel 2008, per evitare  l'intenso traffico di attraversamento lungo la via Cervese, è stata realizzata una circonvallazione, che aggira da sud-est l'intero abitato, congiungendosi alla via principale con due rotatorie.

## Amministrazione

### Gemellaggi

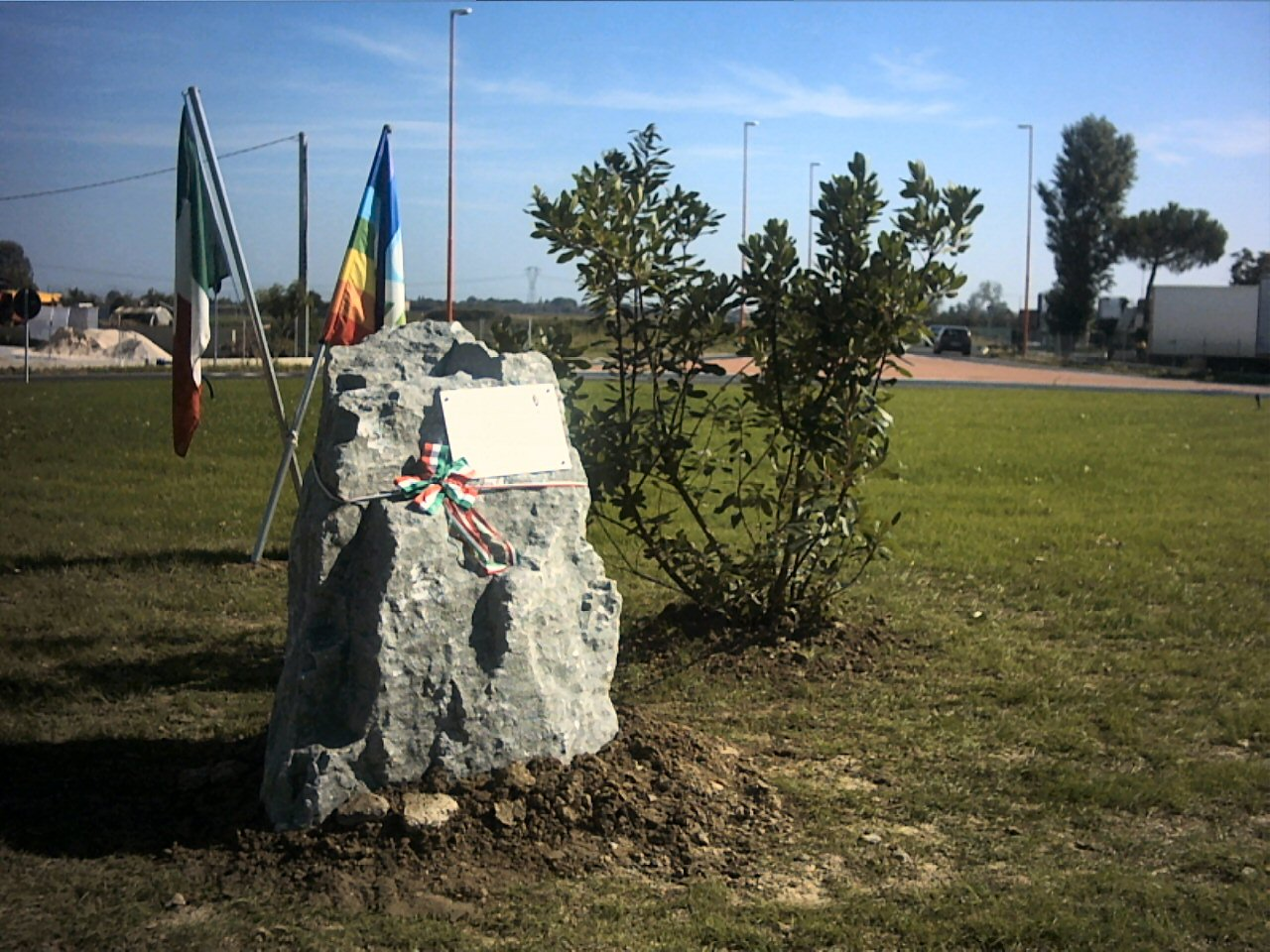
Il cippo e il corbezzolo, dono di Moresco

- Moresco, Italia, dal 2004

Pur non trattandosi di un comune, Pioppa ha instaurato un gemellaggio con il comune marchigiano di Moresco (AP), nato nel 2004 ad opera de "I Pasquarul d'la Piopa", locale gruppo musicale folkloristico; il gemellaggio si è concretizzato il 30 ottobre 2005 a Moresco, durante la Festa del braciere, quando è stato piantato un pioppo nel giardino sotto il borgo, in onore dei cesenati. Analoga cerimonia si è svolta il 24 settembre 2006 con la posa di una pianta di corbezzolo, donata dalla comunità di Moresco, all'interno della rotonda Pioppa (a sud dell'abitato), nonché di un cippo commemorativo riportante una targa.

## Sport
Dal 1965 è attivo il Gruppo Sportivo Pioppa che ha organizzato in passato, per 34 edizioni, una gara ciclistica in circuito per dilettanti. Oggi le attività svolte dal G.S. Pioppa riguardano calcio, pallavolo e biliardino. Per lo svolgimento dell'attività sportiva viene inoltre gestito il locale campo sportivo comunale.

## Galleria d'immagini

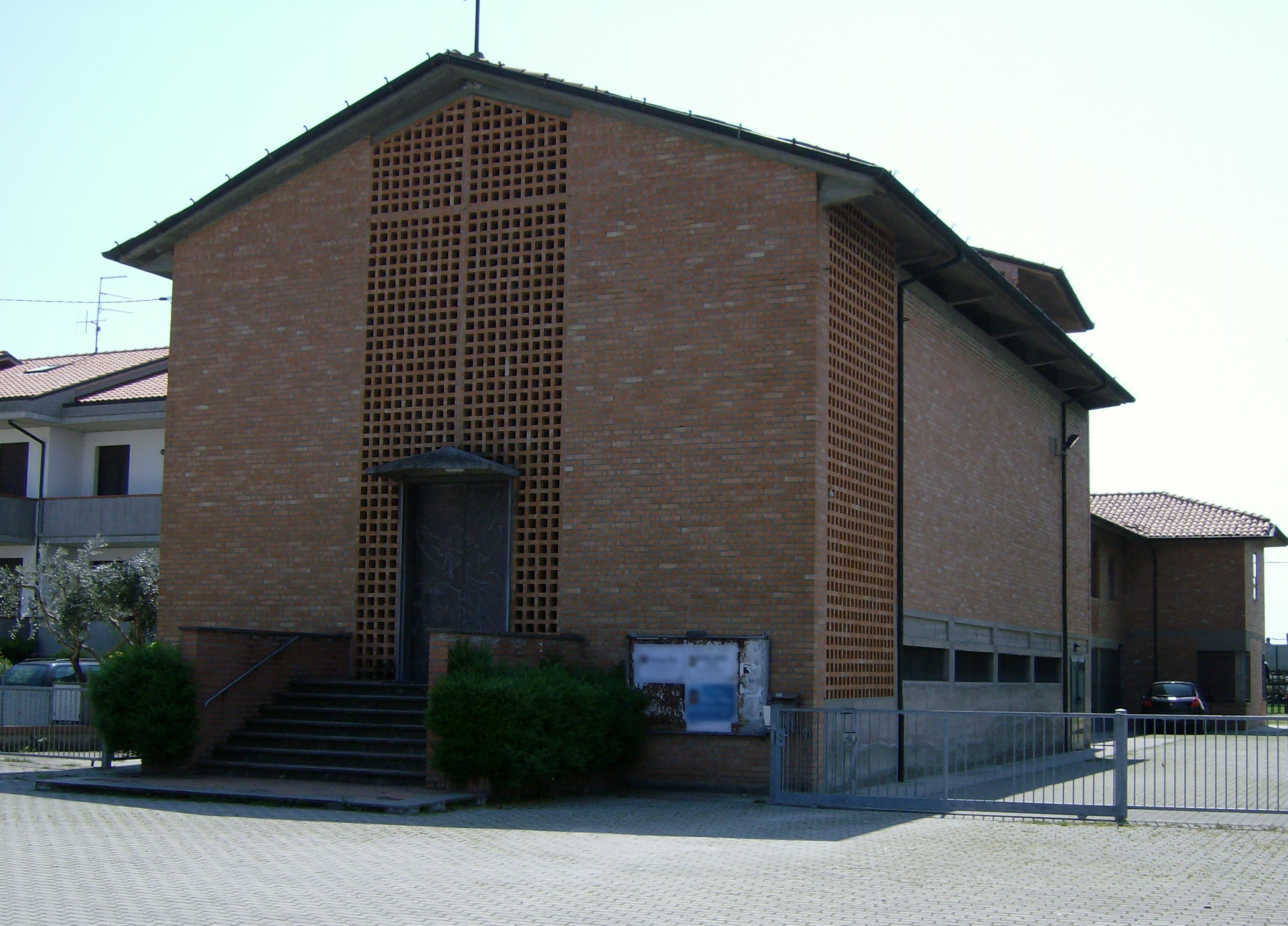
Chiesa di San Benedetto
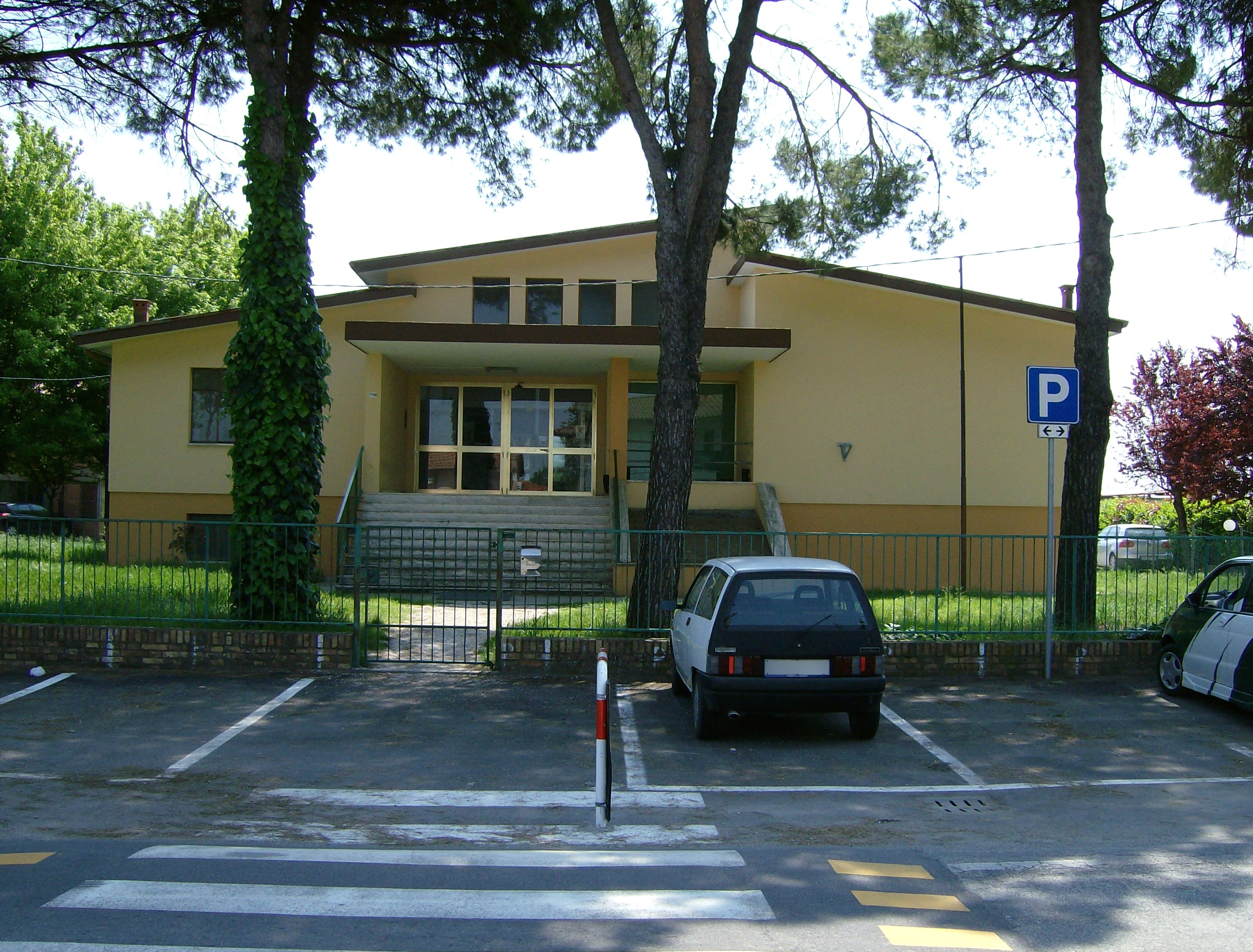
La ex scuola elementare (fino al 1995), sede poi di corsi Enaip fino al 2010. Demolita nel 2018.